# Norheimsund
Norheimsund este o localitate din comuna Kvam, provincia Hordaland, Norvegia, cu o suprafață de 3,56 km² și o populație de 4.291 locuitori (2013).